# Cuvieronius
Cuvieronius es un género extinto de gonfoterio de América. Fue nombrado en honor al naturalista francés Georges Cuvier, siendo un animal que medía unos 2,7 metros de alto y lucía en general similar a los elefantes modernos excepto por sus colmillos de forma espiral y su cráneo más bajo y alargado. Así como en los elefantes modernos, hay evidencias de dimorfismo sexual en Cuvieronius.

## Origen
Este animal evolucionó inicialmente en América del Norte entre hace 10,3—10,2 millones de años con evidencia fósil descubierta en el sitio de Tehuichila en el estado de Hidalgo, México. Durante el Gran Intercambio Americano de hace cerca de 3 millones de años, Cuvieronius y sus géneros hermanos Stegomastodon y Haplomastodon se movilizaron hacia el sur hasta alcanzar Suramérica. Estos fueron los únicos proboscídeos que colonizaron el subcontinente llegando a vivir tan al sur como Chile, con especímenes desenterrados en el sitio Quereo I (Quebrada Quereo) datando del Pleistoceno tardío, hace entre 11.600 a 11.400 años.

## Norteamérica
Los restos fósiles más antiguos a la fecha son de Cuvieronius sp. hallado en el Condado de Lincoln (Nevada) datando de una edad calculada en 4.6 millones de años (AEO). También se lo hallado tan al este como Carolina del Sur y Carolina del Norte de entre 1,81 millones a 126.000 años. En Florida, los restos hallados muestran que tanto Cuvieronius sp. y C. tropicus vivieron desde hace unos 3,7 a 1,5 millones de años (AEO).

## Sudamérica

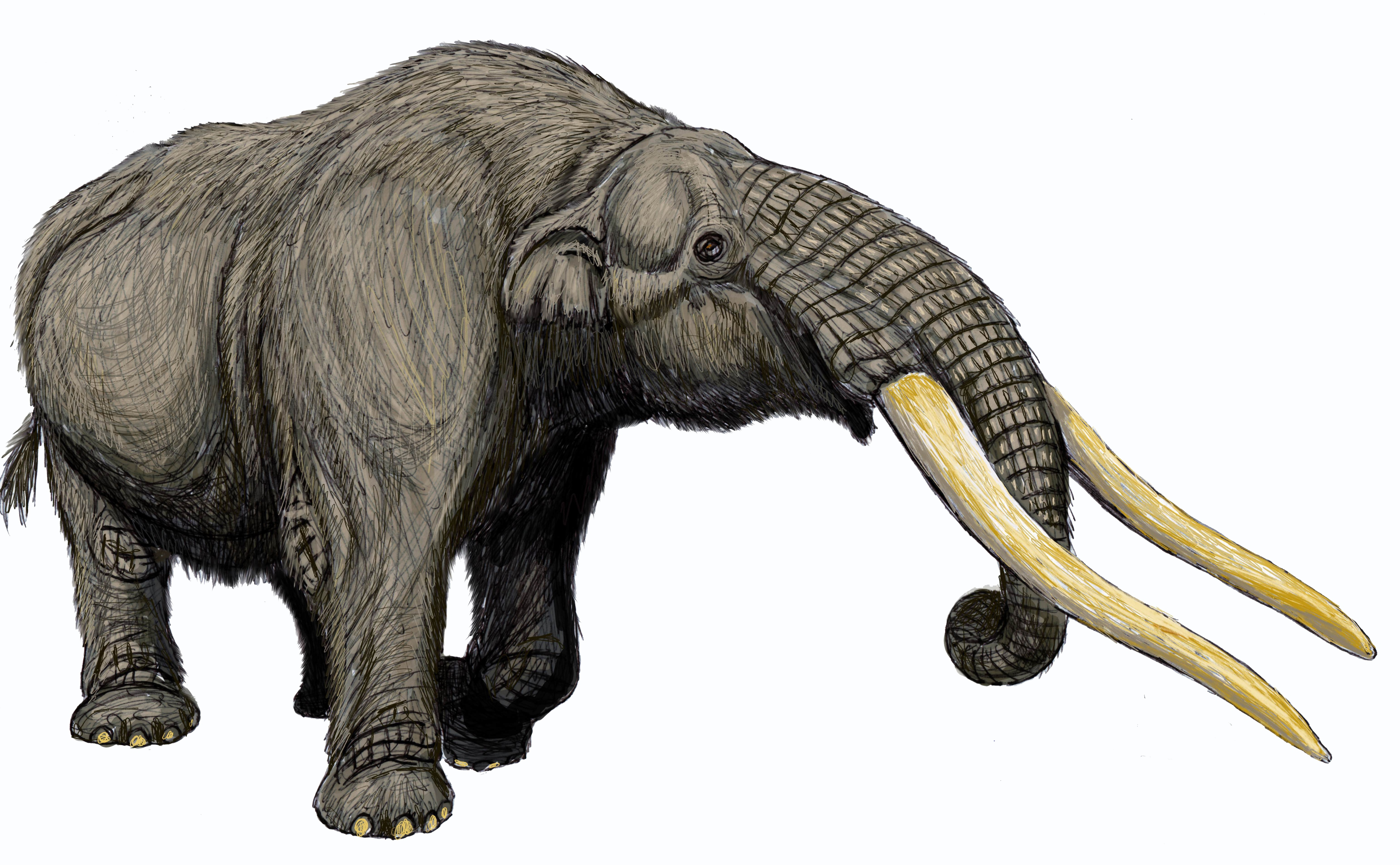
Recreación en vida de Cuvieronius hyodon

Restos de Cuvieronius fueron hallados en asociación con presencia humana, y piezas de tejidos de su piel y músculo se han hallado en Chile: “El sitio también produjo 38 piezas pequeñas de tejido de la piel y del músculo, algunos aún preservados sobre huesos de Cuvieronius. Piezas de piel también fueron recuperadas de áreas de fogata, pisos de la vivienda y restos de estructuras de madera. Algunas piezas aún estaban sujetas a postes de madera, lo que sugiere la posible presencia chozas ocultas con envoltorios. Análisis patológicos y de otros tipos de estas piezas sugieren que éstas eran también de un proboscídeo.” Fósiles suramericanos antiguamente atribuidos a mastodontes ahora se cree que pertenecen a Cuvieronius. 

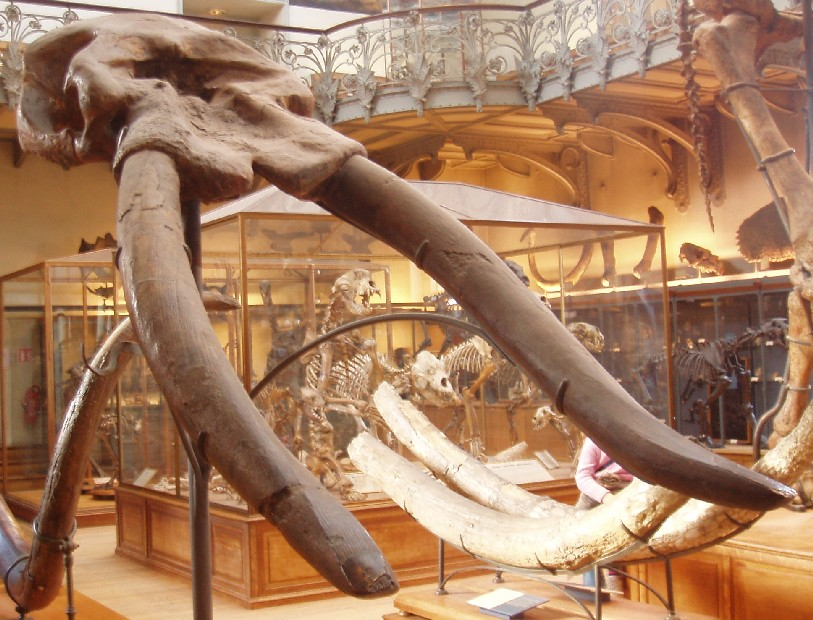
Cráneo de Cuvieronius hyodon
Muséum national d'Histoire naturelle, París

Su pariente cercano Stegomastodon ocupaba hábitats cálidos de altitudes bajas en Suramérica, mientras que el menor C. hyodon ocupaba ambientes de mayores altitudes, más fríos en los Andes. Se ha datado con el método del carbono 14 tan recientemente como hace 6060 años antes del presente en Yumbo, Valle del Cauca, en Colombia. 
. Otros restos recientes datan de hace 9.100 años antes del presente en Monte Verde, Chile. El proboscídeo Cuvieronius fue parte del evento de extinción del Cuaternario, en el cual, hace 10 000 años, caballos, camellos (Camelops), mamuts, mastodontes, megaterios, Panthera leo atrox, los osos (Arctodus), felinos dientes de sable y un gran número de animales de grandes dimensiones murieron al fin de la última glaciación coincidiendo con el auge de los Clovis.

## Generalidades
A diferencia de los mamuts, que se alimentaban exclusivamente de gramíneas, Cuvieronius era un animal de alimentación mixta. A finales del Pleistoceno, el límite norte del rango geográfico de Cuvieronius estaba en el actual México. En esta área la especie C. hyodon se restringió a la región andina y vivió en lo que hoy es Venezuela, Colombia, Ecuador, Perú, Bolivia, Chile y Argentina occidental. Se conocen grandes depósitos de fósiles de Cuvieronius en Bolivia y El Salvador.